# بانكيسي
بانكيسي، (بالجورجيه: بانكيسي) أو بانكيسي جورج (بالجورجيه: وادي بانكيسي)، بانكيسي خيوبا) هو منطقة وادي في جورجيا، في الروافد العليا لنهر ألازاني إلى الجنوب مباشرة إلى الجنوب من منطقه جورجيا التاريخية توشيتي بين جبل بوربالو وقلعة كاخيتي المدمرة في القرن ال 17 . إدارياً، يتم تضمينه في بلدية اخميتا من منطقة كاخيتي. تشكل مجموعة عرقية تسمى كيست من الجذور الشيشانية الأغلبية (75 ٪) في المنطقة.

## ظروف المنطقة

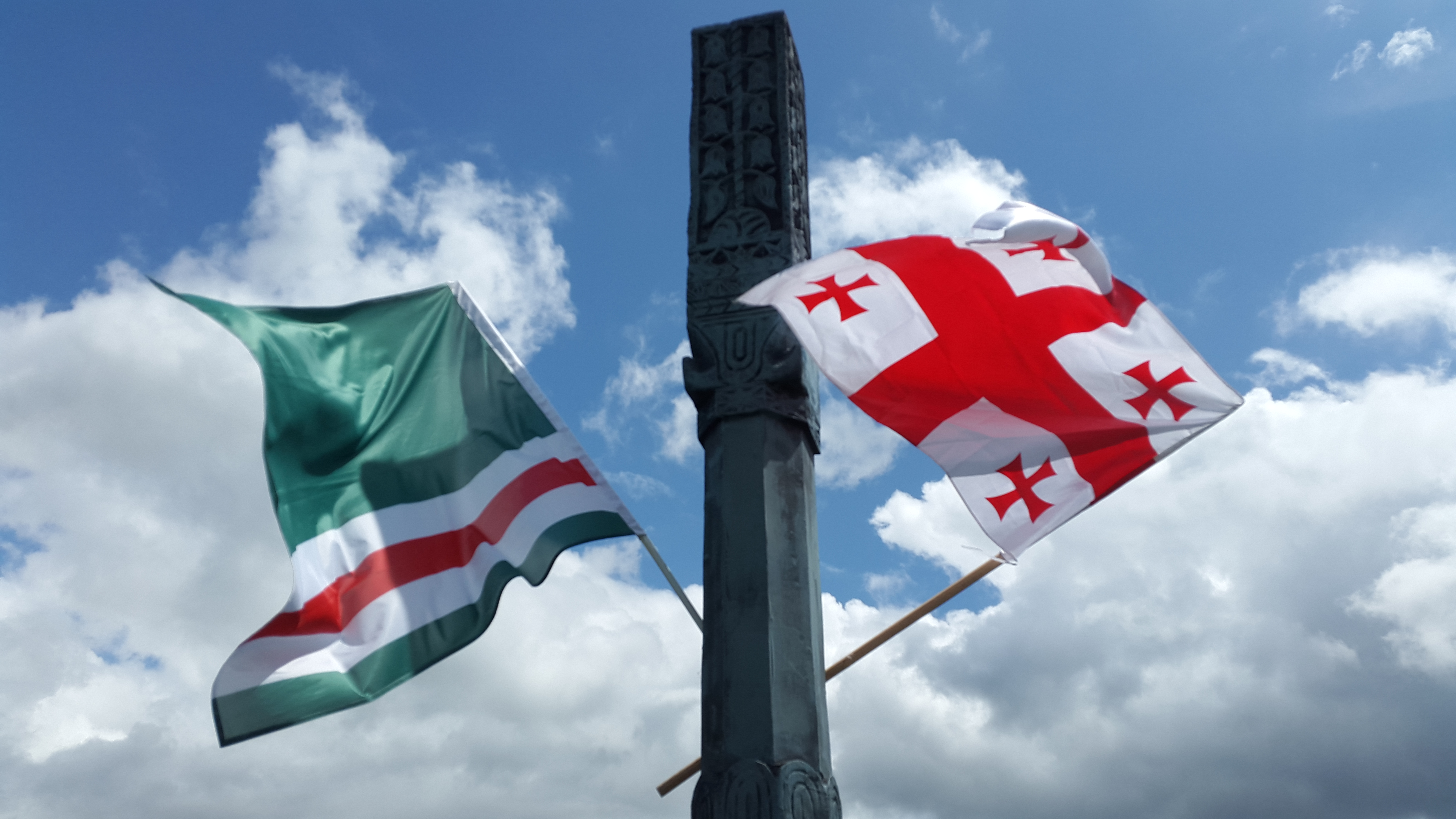
علم جمهورية الشيشان إشكيريا وجورجيا في بانكيسي جورج

وكثيراً ما يُزعم استخدامها كقاعدة مرور العابر، والتدريب، وشحنات الأسلحة، والتمويل من جانب المتمردين الشيشان والمقاتلين الإسلاميين، بمن فيهم مقاتلون أجانب، وكثير منهم يتبع رسلان غيلاييف. ومعظم هذه الاتهامات كانت في حوالي عام 2002، لكن البعض يزعم أنها أكثر سلاماً الآن، على الرغم من أن العديد من اللاجئين الشيشانيين ما زالوا يعيشون هناك. ونشأ كبير قادة داعش «عمر الشيشان» في هذه المنطقة التي لا تزال تعيش فيها أسرته، وفي عام 2014 أفيد أن عمر هدد بالعودة إلى المنطقة لتسيير هجوم إسلامي على الشيشان الروسية.